# Lumuma (Kilosa)
Lumuma è una circoscrizione rurale (rural ward) della Tanzania situata nel distretto di Kilosa, regione di Morogoro. Conta una popolazione di 13 221 abitanti (censimento 2012).